# Penude
Penude est une paroisse civile portugaise (en portugais : freguesia) de la municipalité de Lamego dans le district de Viseu.

## Géographie
Penude se trouve au sud-ouest de la paroisse de Lamego (Almacave e Sé), centre urbain de la municipalité.
La paroisse de Penude est arrosée par le Rio Balsemão (pt), affluent du Rio Varosa (pt) et sous-affluent du Douro. Elle est dominée par la Serra do Poio, qui culmine à 1 123 mètres.

## Démographie
Lors du recensement de 2021, Penude compte 1 406 habitants. C'est alors la 3e paroisse la plus peuplée de la municipalité de Lamego, après Lamego (Almacave e Sé) (12 071 habitants) et Cambres (1 592 habitants).